# Булдуруй 2-й
Булдуруй 2-й — село в Нерчинско-Заводском районе Забайкальского края в составе сельского поселения «Булдуруйское».

## География
Село находится в южной части района на расстоянии примерно 25 километров (по прямой) на юг-юго-восток от села Нерчинский Завод.
Климат
Климат характеризуется как резко континентальный, с продолжительной морозной зимой и относительно коротким тёплым летом. Средняя температура самого тёплого месяца (июля) составляет 18 — 19 °С (абсолютный максимум — 40 °С). Средняя температура самого холодного месяца (января) — −28,9 °С (абсолютный минимум — −53 °С). Годовое количество осадков — 412—420 мм.
Часовой пояс
Село находится в часовой зоне МСК+6. Смещение применяемого времени относительно UTC составляет +9:00.

## История
Основано в 1689 году. В середине XIX века посёлок в составе пешего войска Забайкальского казачьего войска. Крестьяне были переведены в казачье сословие. В 1915 переименован в поселок Покровский. Прежнее название селу возвращено после Октябрьского революции. В советский период истории работали колхозы им. Балябина, «Рассвет». С 1994 — отд-ние ТОО «Рассвет», с 2000 — отд-ние СХК «Рассвет» мясомолочного и зерноводческого направления.

## Население
Постоянное население составляло в 2002 году 174 человека (96 % русские), в 2010 году 139 человек.